# Nazareth (album)
Nazareth je první studiové album rockové skupiny Nazareth. Bylo vydáno v roce 1971. Na albu byl hitový singl „Dear John“ a cover verze písně „Morning Dew“

## Seznam stop
1. Witchdoctor Woman (Charlton, McCafferty) – 4:09
2. Dear John (Agnew, Charlton, McCafferty, Sweet) – 3:48
3. Empty Arms, Empty Heart (Agnew, Charlton, McCafferty, Sweet) – 3:15
4. I Had A Dream (Agnew, Charlton, McCafferty, Sweet) – 3:23
5. Red Light Lady (Agnew, Charlton, McCafferty, Sweet) – 6:00
6. Fat Man (Agnew, Charlton, McCafferty, Sweet) – 3:25
7. Country Girl (Agnew, Charlton, McCafferty, Sweet) – 4:05
8. Morning Dew (Tim Rose, Bonnie Dobson) – 7:06
9. The King Is Dead (Agnew, Charlton, McCafferty, Sweet) – 4:47
10. Friends (Agnew, Charlton, McCafferty, Sweet) – 3:23

Stopa #10 je bonus na remasterovaném CD

## Obsazení

### Členové skupiny
- Dan McCafferty – zpěv
- Darrell Sweet – bicí
- Pete Agnew – baskytara, kytara
- Manny Charlton – kytara

### Hostující hudebníci
- Dave Stewart – varhany (5)
- Pete Wingfield – klávesy (2, 7)
- Pete York – perkusy, konga, čelistní kost, tamburína (9)
- B. J. Cole – steel kytara (7)
- Colin Frechter - string and brass arrangements (5, 9)